# Nordmoor am Mattsee
Nordmoor am Mattsee este o arie protejată (arie specială de conservare — SAC, sit de importanță comunitară — SCI) din Austria întinsă pe o suprafață de 3,7 ha, integral pe uscat.

## Localizare
Centrul sitului Nordmoor am Mattsee este situat la coordonatele 47°59′N 13°09′E / 47.99°N 13.15°E.

## Înființare
Situl Nordmoor am Mattsee a fost declarat sit de importanță comunitară în decembrie 2002 pentru a proteja un număr necunoscut de specii din flora spontană și fauna sălbatică aflate în arealul zonei. Situl a fost protejat și ca arie specială de conservare în martie 2008.

## Biodiversitate
Situată în ecoregiunea continentală, aria protejată conține 1 habitat natural: Lacuri eutrofice naturale cu vegetație de tip Magnopotamion sau Hydrocharition.
La baza desemnării sitului se află un număr nedeclarat de specii protejate.
Pe lângă speciile protejate, pe teritoriul sitului au mai fost identificate 2 specii de mamifere.